# Malte Herwig (Basketballspieler)
Malte Ludger Florian Herwig (* 7. Januar 1992 in Köln) ist ein deutscher Basketballspieler auf der Position des großen Flügelspielers. Der 2,03 Meter große Herwig spielte für Göttingen und Würzburg in der Basketball-Bundesliga.

## Laufbahn
Herwig wurde in Köln geboren und wuchs ab seinem dritten Lebensjahr in Kassel auf. Ab dem Jahr 2002 spielte er in der Jugendabteilung des ACT Kassel und später für dessen Herrenmannschaft in der Regionalliga. Parallel dazu kam er mit einer Doppellizenz für den ASC 1846 Göttingen in der Nachwuchs-Basketball-Bundesliga zum Einsatz.
In der Saison 2010/11 stand Herwig im Aufgebot des ASC in der ersten Regionalliga und verbuchte dank einer Doppellizenz sein erstes Bundesliga-Spiel im Trikot der BG Göttingen. Bis zum Ende der Saison 2011/12 absolvierte er insgesamt 14 Einsätze für die Veilchen in der höchsten deutschen Spielklasse. Zur Saison 2012/13 wechselte er nach Würzburg. Er kam mehrheitlich in der örtlichen Regionalliga-Mannschaft zum Zuge, bestritt aber zudem ein Bundesliga-Spiel für s.Oliver Würzburg.
Zwischen 2013 und 2015 verstärkte Herwig die Licher BasketBären in der 2. Bundesliga ProB. 2015/16 spielte er für den VfB Gießen in der zweiten Regionalliga und zu Saisonbeginn 2016/17 für den französischen Sechstligisten Grenoble Alpes Métropole Basket, da er im Rahmen seines Studiums in Frankreich weilte.
Zum Spieljahr 2017/18 kehrte er zum VfB Gießen in die zweite Regionalliga zurück. Im Sommer 2018 wechselte Herwig zu den RheinStars Köln in die 2. Bundesliga ProB und spielte bis 2019 für die Mannschaft.